# Anata
Anata est un groupe suédois de death metal technique, originaire de Varberg.

## Biographie
Le groupe est formé en 1993 à Varberg par Robert Petersson (batterie), Fredrik Schälin (guitare solo, chant), Mattias Svensson (guitare) et Martin Sjöstrand (basse). Le groupe est initialement orienté thrash et death metal. Leur style musical prend une tournure plus brutale à la sortie de leur première démo Bury Forever the Garden of Lie en 1995. En 1998, le groupe publie son premier album studio intitulé The Infernal Depths of Hatred au label français Season of Mist.
En 2005, ils terminent l'enregistrement d'un album intitulé The Conductor's Departure, publié en juin 2006 au label Earache Records/Wicked World Records. Anata tourne en Europe avec des groupes de death metal comme Dismember, Decapitated, Rotting Christ, et Psycroptic. En 2006, Anata joue at festival Maryland Deathfest, à Baltimore, leur première apparition aux États-Unis. Anata joue aussi dans des festivals en Europe comme Fuck the Commerce, Neurotic Deathfest, et Gothenburg Deathfest. En juillet 2008, le groupe publie deux versions instrumentales de leur chanson Greed Conquers All issue de leur album à venir au label Earache Records plus tard dans l'année, sur leur compte MySpace. 
En juin 2016, Anata annonce la réédition de son premier album, The Infernal Depths of Hatred en format vinyle prévu pour le 21 octobre cette même année à l'international,.

## Membres

### Membres actuels
- Fredrik Schälin - chant, guitare (depuis 1993)
- Henrik Drake - basse (depuis 1996)
- Conny Pettersson - batterie (depuis 2001)

### Anciens membres
- Mattias Svensson − guitare (1993–1996)
- Martin Sjöstrand − basse (1993–1996)
- Robert Petersson − batterie (1993–2001)
- Andreas Allenmark − guitare, voix (1997–2008)

## Discographie
- 1998 : The Infernal Depths of Hatred
- 2001 : Dreams of Death and Dismay
- 2004 : Under a Stone With No Inscription
- 2006 : The Conductor's Departure